# Jan Blommaert
Jan Blommaert (Dendermonde, 4 de noviembre de 1961 - 7 de enero de 2021) fue un lingüista belga que se destacó por sus estudios de sociolingüística y antropología lingüística.

## Vida académica
Blommaert recibió su doctorado en Historia de África y Filología de la Universidad de Gante, en 1989. Fue director de investigación de la Asociación Internacional de Pragmática, con sede en la Universidad de Amberes. En 1999, de vuelta en la Universidad de Gante, se convirtió en profesor asociado y jefe del Departamento de Lenguas y Culturas de África. En 2005 fue nombrado Profesor y Presidente del Instituto de Educación de la Universidad de Londres. En 2008 se trasladó a Finlandia, donde fue nombrado Profesor Distinguido en el Departamento de Idiomas de la Universidad de Jyväskylä, cargo que ocupó hasta 2010. Era el director del Babylon Center y profesor de Lengua, Cultura y Globalización de la Universidad de Tilburg, en Holanda. También era profesor de la Universidad de Gante. Era, además, profesor honorario de la Universidad de Lengua y Cultura de Beijing, la Universidad del Cabo Occidental y la Universidad Helénica Americana.

## Obra
Su trabajo se centró en el análisis de las cuestiones del poder y la desigualdad social en el lenguaje y en la sociedad, en las condiciones de la globalización contemporánea, desde una perspectiva analítica y etnográfica del discurso. Su objetivo principal era el estudio etnográfico de la desigualdad en la sociedad, y en particular sobre cómo se relaciona con el uso del lenguaje.
La clave para el trabajo de Blommaert era la etnografía, incluso en cuestiones de metodología y práctica empírica. La etnografía, sin embargo, no se reduce a esos elementos, sino más bien es esbozada como un paradigma, un marco teórico y metodológico sólido, a través del cual se observa el mundo. Para lograr una amplia visión, Blommaert argumentaba a favor de una comprensión histórica y de los modelos del uso del lenguaje real en la sociedad.
Desde el año 2002, Blommaert se movió hacia un sociolingüística de la globalización, que era básicamente una nueva plataforma para pensar sobre el lenguaje en la sociedad, teniendo en cuenta el hecho de que la "vieja sociolingüística" y su terminología ya no podían abordar y hacer justicia a las nuevas e inestables realidades sociolingüísticas, resultantes de la superdiversidad.
Blommaert, a partir de Vertovec, describió esta superdiversidad en términos de una mayor movilidad y una explosión de las nuevas tecnologías, por lo que la idea de la estabilidad en las formaciones sociales, culturales y lingüísticas ya no puede presuponerse, a causa de la desaparición de la previsibilidad. Esta superdiversidad conduce a problemas de complejidad, que abordó en Crónicas de complejidad.
Aparte de un cuerpo académico voluminoso de trabajo, Blommaert escribió extensamente, en holandés, para abordar empíricamente cuestiones más amplias de la sociedad belga y holandesa: el nacionalismo, el populismo y la democracia, la política de asilo, los refugiados, problemas en el lenguaje y la educación, y ensayos sobre la sociología que funciona bajo el neoliberalismo. La obra de Blommaert en holandés también ha contribuido al debate sobre la situación de la izquierda en el espectro político.

## Libros
- 1998. Debating Diversity: Analyzing the Discourse of Tolerance (con Jef Verschueren). London: Routledge.
- 1999. Language Ideological Debates. Berlín: Mouton De Gruyter.
- 1999. State Ideology and Language in Tanzania. Köln: Rüdiger Köppe Verlag.
- 2005. Discourse: A Critical Introduction. Cambridge: Cambridge University Press.
- 2008. Grassroots Literacy: Writing, Identity and Voice in Central Africa. London: Routledge.
- 2010. The Sociolinguistics of Globalization. Cambridge: Cambridge University Press.
- 2010. Ethnographic Fieldwork: An Introduction (con Dong Jie). Bristol: Multilingual Matters.
- 2013. Ethnography, Superdiversity and Linguistic Landscapes: Chronicles of Complexity. Bristol: Multilingual Matters.